# اونیچا (آلاباما)
اونیچا (به انگلیسی: Onycha) شهری در شهرستان کاوینگتون ایالت آلاباما است که مساحت آن ۲٫۰۷ کیلومتر مربع است و در سرشماری سال ۲۰۱۰ میلادی، ۱۸۴ نفر جمعیت داشته و تراکم جمعیتی آن، ۸۸٫۸۹ نفر در هر کیلومتر مربع بوده است.